# Мира Ђурђевић
Мирјана "Мира" Ђурђевић (Београд, 25. април 1977) је српска позоришна и филмска глумица.

## Биографија
Мирјана Ђурђевић је рођена у Београду 22 априла 1977. Дипломирала је на Академији уметности, у класи Петра Краља и проф Дејана Чавића. Отац јој је био публициста и политичар Рајко Ђурђевић. Сестра по оцу јој је министарка за демографију  и бригу о породици у Влади Републике Србије, Милица Ђурђевић Стаменковски.

## Театрографија
- 1993. , Култ Театар
- 1997. Прљаве руке мајстора Педра, сцена Rex, Београд
- 1998. Bread and puppet, (трупа Pitera Shumana), режија Piter Shuman, сцена Београдског драмског позоришта
- 1998. Tinejdžerka o... (монодрама), сцена Завода за културни развитак, Београд
- 1999. Мрак летње ноћи, сцена „Павиљон Вељковић“ и сцена
- 1999. Господин Фока, сцена Позоришта "Бошко Буха" Београд
- 1999. Комедија забуне, сцена Народног позоришта у Београду и сцена позоришта
- 2000. Како убити супругу и зашто, режија Оливер Викторовић
- 2000. Камен за под главу (дипломска), сцена Атељеа 212
- 2000. Путујуће позориште Шопаловић, Народно позориште у Београду
- 2001. Госпођица Јулија,
- 2001. Курва из Харлема, Београдско драмско позориште
- 2002. Адам и Ева,
- 2002. Roberto Cuko, Народно позориште Кикинда
- 2003. Принцеза на зрну грашка, Позориште „Пуж“
- 2004. Голи краљ, Позориште „Бошко Буха“ Београд
- 2004. Побуна лутака, Позориште „Бошко Буха“ Београд
- 2005. Снежана и седам патуљака, Позориште „Бошко Буха“ Београд
- 2005. Tibalija , Festival „Tiba“
- 2005. Фазони и форе, Позориште „Бошко Буха“ Београд
- 2005. Укроћен горопад, Позориште „Бошко Буха“ Београд
- 2006. Грађанин племић, Атеље 212
- 2006. Циркус историје, сцена „Посејдон“
- 2009. Роналде, разуми ме, Народно позориште у Београду
- 2010. Луња и Маза, Позориште „Пуж“
- 2014. Чучук Стана (монодрама), Култ Театар[2]
- 2014. Маратонци трче почасни круг , Звездара театар

## Филмографија
| Год.       | Назив                         | Улога                     |
| ---------- | ----------------------------- | ------------------------- |
| 1998.      | Породично благо               | студенткиња               |
| 2002.      | Сјај у очима                  |                           |
| 2003.      | Кордон                        |                           |
| 2004.      | Пљачка Трећег рајха           | Немачка СС-овка из хотела |
| 2004.      | Смешне и друге приче          |                           |
| 2004.      | Министарско прасе (ТВ филм)   |                           |
| 2005.      | М(ј)ешовити брак (ТВ серија)  |                           |
| 2005.      | Гуча                          |                           |
| 2006.      | Ми нисмо анђели 3             |                           |
| 2007.      | Христос воскрес (ТВ филм)     |                           |
| 2007.      | Премијер (ТВ серија)          |                           |
| 2007.      | Свети Георгије убива аждаху   |                           |
| 2008.      | Тамо и овде                   |                           |
| 2011.      | Парада                        |                           |
| 2012.      | Певај, брате (ТВ серија)      |                           |
| 2013.      | Атомски здесна                |                           |
| 2015.      | Андрија и Анђелка (ТВ серија) |                           |
| 2016.      | Малеш                         |                           |
| 2016.      | Сумњива лица                  | госпођа Секулић           |
| 2018.      | Шифра Деспот                  | Горица                    |
| 2017−2019. | Мамини синови                 | полицајка                 |
| 2019.      | Пси лају, ветар носи          | кафе-куварица             |
| 2019−2020. | Преживети Београд             | гастарбајтерка            |
| 2021.      | Камионџије д. о. о.           | Магда                     |
| 2021.      | Дрим тим (ТВ серија)          | Санела                    |
| 2021.      | Радио Милева                  | Жана                      |
| 2021.      | Нечиста крв: Грех предака     | Рада                      |
| 2021.      | Коло среће                    | Илда Гаџевић              |
| 2021.      | Небеса                        | бугарска колгерла         |
| 2022-2023. | Од јутра до сутра             | Слађа                     |